# 1962年亞洲運動會羽毛球比賽
1962年亞洲運動會羽毛球比賽，於1962年8月25日至9月1日在印尼雅加達的史納延紀念體育館舉行。
東道主印尼贏得了六枚可能的金牌中的五枚。

## 獎牌榜
| 项目     | 金牌                                                                                  | 银牌                                                                                            | 铜牌                                                                               |
| 男子單打 | 陳有福 · 印度尼西亚（INA）                                                            | 鄭求山 · 马来亚（MAL）                                                                          | 費里·宋尼維爾 · 印度尼西亚（INA）                                                  |
| 男子雙打 | 马来亚 · 陳貽權 · 伍文美                                                              | 印度尼西亚 · 陳有福 · 林爭強                                                                    | 印度尼西亚 · 圖坦·賈馬路丁 · 阿布杜·帕塔·烏囊                                      |
| 男子團體 | 印度尼西亚 · 圖坦·賈馬路丁 · 林爭強 · 費里·宋尼維爾 · 陳有福 · 阿布杜·帕塔·烏囊       | 泰国 · 納榮·潘奇姆 · 拉費·勘查納拉費 · 查納榮·拉塔納散素旺 · Sangob Rattanusorn · 查龍·瓦達那信 | 马来亚 · 黃紹銘 · 伍文美 · 陳貽權 · 鄭求山 · 尤清和                                |
| 女子單打 | 米納妮 · 印度尼西亚（INA）                                                            | 科莉·卡維拉朗 · 印度尼西亚（INA）                                                               | 哈琵·赫洛瓦蒂 · 印度尼西亚（INA）                                                  |
| 女子雙打 | 印度尼西亚 · 米納妮 · 芮特諾·庫斯蒂加                                                 | 印度尼西亚 · 科莉·卡維拉朗 · 哈琵·赫洛瓦蒂                                                      | 马来亚 · 陳玉美 · 伍美玲                                                           |
| 女子團體 | 印度尼西亚 · Goei Kiok Nio · 哈琵·赫洛瓦蒂 · 科莉·卡維拉朗 · 芮特諾·庫斯蒂加 · 米納妮 | 马来亚 · Annie Keong · Kok Lee Ying · Jean Moey · 伍美玲 · 陳玉美                               | 泰国 · Sumol Chanklum · Boobpa Kaentong · Prathin Pattabongs · Pratuang Pattabongs |

## 各國獎牌統計
| 排名                     | 国家 / 地区              | 金牌 | 銀牌 | 銅牌 | 总计 |
| ------------------------ | ------------------------ | ---- | ---- | ---- | ---- |
| 1                        | 印度尼西亚（INA）        | 5    | 3    | 3    | 11   |
| 2                        | 马来亚（MAL）            | 1    | 2    | 2    | 5    |
| 3                        | 泰国（THA）              | 0    | 1    | 1    | 2    |
| 总计（共3个国家 / 地区） | 总计（共3个国家 / 地区） | 6    | 6    | 6    | 18   |

## 參賽國家
| - 柬埔寨 - 印度尼西亚（10） - 日本 - 马来亚（10） | - 菲律宾 - 新加坡 - 泰国 |

## 外部連結
- Badminton Asia（页面存档备份，存于）

Template:1962年亞洲運動會比賽項目